# Tracy (Nuevo Brunswick)
Tracy es un pueblo canadiense situado en la provincia de Nuevo Brunswick.

## Superficie
Tracy tiene una superficie de 29,44 km².

## Demografía
En 2021, tenía 610 habitantes, una densidad poblacional de 20,7 hab./km², y 258 viviendas.